# Lightning Bolt (album)
Pour les articles homonymes, voir Lightning Bolt (homonymie).
Albums de Pearl Jam
Backspacer
(2009) Gigaton
(2020)
Singles
1. Mind Your Manners
Sortie : 11 juillet 2013
2. Sirens
Sortie : 18 septembre 2013
3. Lightning Bolt
Sortie : 4 mars 2014

Lightning Bolt est le dixième album studio de Pearl Jam sorti le 14 octobre 2013.

## Historique
Le premier single Mind Your Manners est commercialisé le 11 juillet 2013.
Un second titre de l’album a été dévoilé lors du concert à Wrigley Field le 19 juillet 2013. Il s'agit du titre Lightning Bolt.
L'album, qui contient 12 titres, a été commercialisé le 14 octobre 2013,,.

## Liste des titres
1. Getaway – 3:26
2. Mind Your Manners – 2:39
3. My Father's Son – 3:07
4. Sirens – 5:41
5. Lightning Bolt – 4:13
6. Infallible – 5:22
7. Pendulum – 3:44
8. Swallowed Whole – 3:52
9. Let The Records Play – 3:47
10. Sleeping By Myself – 3:04
11. Yellow Moon – 3:53
12. Future Days – 4:23

## Musiciens
- Jeff Ament – guitare basse
- Matt Cameron – batterie, percussions
- Stone Gossard – guitare
- Mike McCready – guitare
- Eddie Vedder –  guitare, chant
- Boom Gaspar -  claviers

## Certifications
| Pays                  | Certification |
| --------------------- | ------------- |
| Australie (ARIA)      | Or            |
| Canada (Music Canada) | Platine       |
| Italie (FIMI)         | Platine       |
| Pologne (ZPAV)        | Or            |
| Portugal (AFP)        | 3 × Platine   |
| Royaume-Uni (BPI)     | Argent        |